# Japán borz
A japán borz (Meles anakuma) a menyétfélék családjába tartozó ragadozó, amely Japán nagy szigeteinek (Hokkaidó kivételével) endemikus faja.

## Külseje

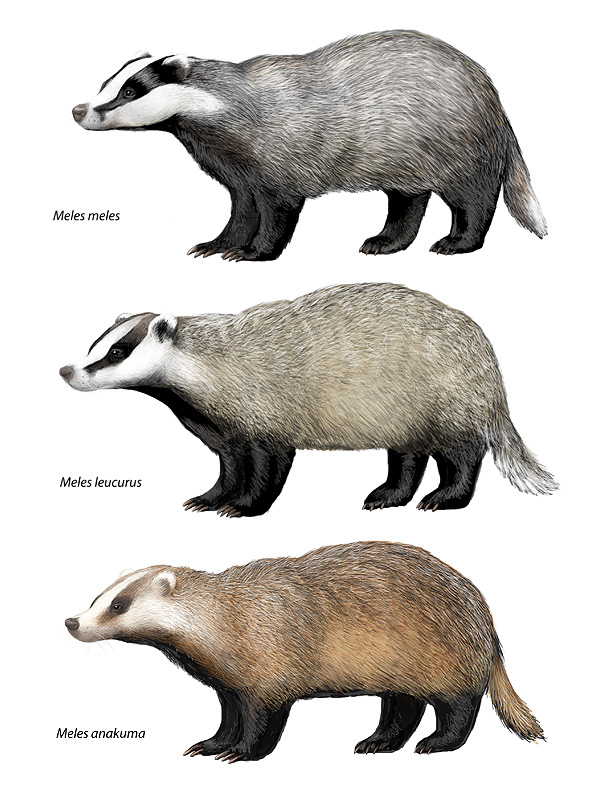
Az európai (fent), ázsiai (középen) és japán borz (lent) összehasonlítása

A japán borz bundája a hátán szürkésbarna vagy vörösbarna színű, pofája és homloka fehér, orrától a szemein át a homlokáig két csokoládébarna hosszanti sáv húzódik. Ez az eurázsiai borzokra jellemző két sáv kevésbé kontrasztos a japán borzok esetében és egyes példányoknal csak a szemek körüli gyűrűre korlátozódik, ami pandaszerű külsőt kölcsönöz nekik. Hátuk a szőrük hosszabb, hasukon rövidebb és fekete színű. A hímek és nőstények mintázata nem különbözik. Megnyúlt orruk bajusszőrei a teljes sötétben is érzékeny tapogatószervként használhatóak. Fülei kicsik és fejhez simulóak. Mancsai szélesek, ötujjúak, végükön erős, vissza nem húzható karmokkal. Testalkatuk zömök, végtagjaik rövidek és erősek, farkuk rövid.
A japán borzok kisebbek mint az európai vagy ázsiai rokonaik, a nemi dimorfizmus kevésbé jellemző rájuk. Testtömegük a hímek esetében 5,7-7,7 kg, a nőstényeknél 4,5-5,4 kg. A felnőtt borzok teljes testhossza 78.7±4.9 cm a hímek és 72.0±2.3 cm a nőstények esetében. 

## Elterjedése és élőhelye
Csak Japánban fordulnak elő, Honsú, Kjúsú, Sikoku és Sodosima szigetein. Erdei állatok, lombhullató és vegyes erdők lakói, de időnként bemerészkednek a lakott területekre is. Kiterjedt kotorékrendszere, a borzvár helyének kiválasztásakor a domboldalakat, lejtőket részesíti előnyben. A hegyvidékeken 1700 m magasságig fordul elő. 

## Életmódja
A gyakran csoportokba verődő európai borztól eltérően a japán borz inkább szereti a magányt. Éjjel aktívak, napközben bonyolult földalatti járatrendszerükben pihennek és a nőstények itt nevelik kölykeiket is. A borzvár nemzedékről nemzedékre öröklődhet, bár a japán borz hajlamos a költözésre és territóriumán belül több kotorékot is fenntart. A hímeknek 32-71, a nőstényeknek 20-41 odújuk is lehet, de ezek közül csak néhány valódi, több bejáratú, sokalagutas borzvár.
Területvédő állatok, territóriumuk határát farok alatti mirigyük váladékával jelölik meg.
December közepétől februárig téli álmot alszanak.
Mindenevők, főleg rovarokat, gilisztákat, gyümölcsöket esznek. Táplálékuk megtalálásában inkább kiváló szaglásukra és bajuszszőreikre hagyatkoznak, mint éjszakai állathoz képest kis szemeikre. Alkalomadtán dögöt is fogyasztanak.
A japán borzra a farkasok, rókák, kóbor kutyák és az emberek vadásznak.

## Szaporodása

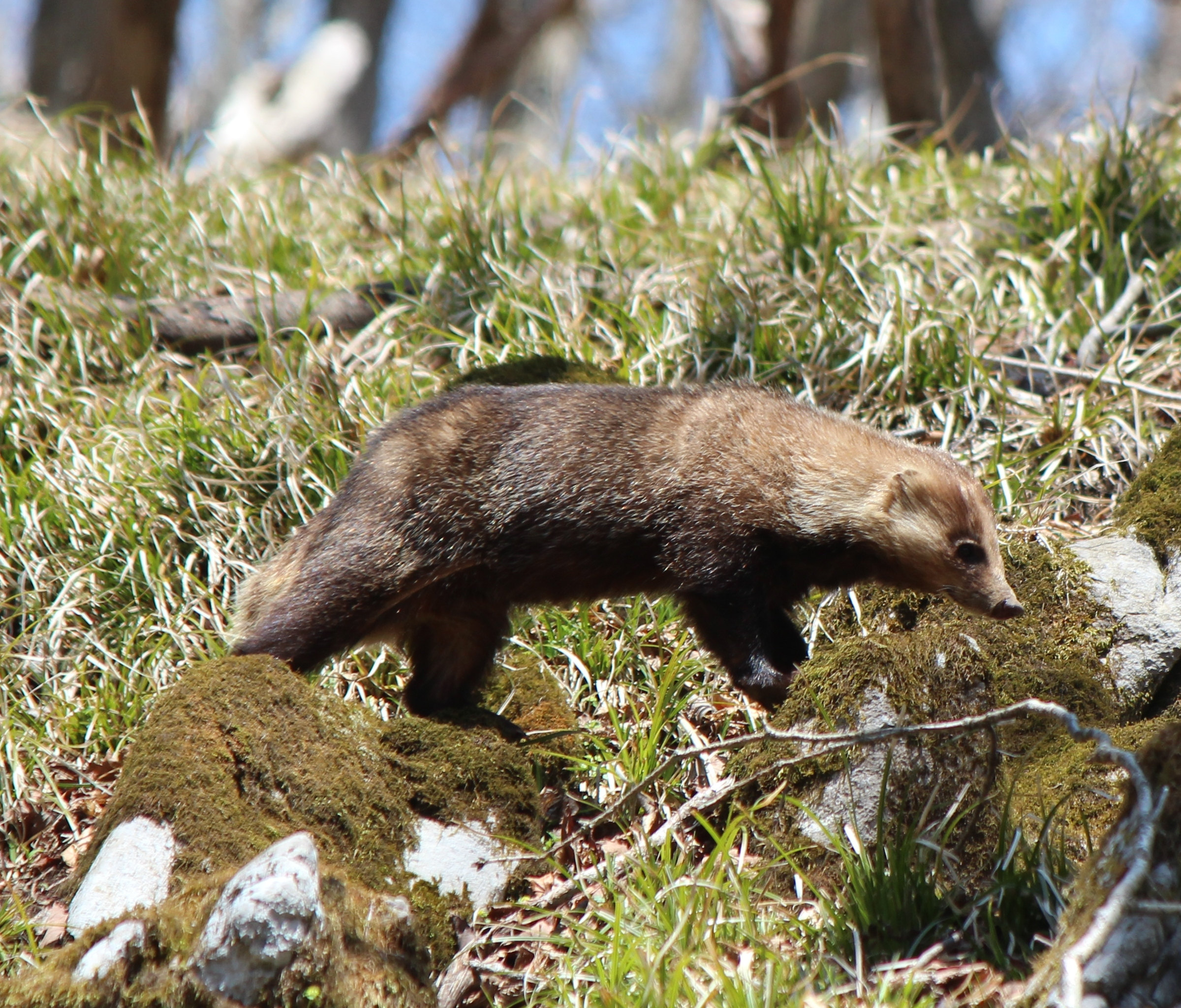

A japán borzok promiszkuózusak, mind a hímek, mind a nőstények több partnerrel párosodnak. A nőstények 1-4 (esetenként akár 6) 80 grammos kölyöknek adnak életet. A kölykök 4-6 hetes korukig szopnak, ezután a hímek egészen kétéves, míg a nőstények csak 14 hónapos korukig anyjukkal maradnak. A nőstények kétéves, a hímek pedig 15 hónapos korukban érik el a nemi érettséget.
Az eurázsiai borzoktól eltérően a hím nem segít az utódok felnevelésében. A párzási időszakban a hímek kiterjesztik territóriumukat 2-3 szomszédos nőstényére, akikkel ideiglenesen párokat alkotnak. A párzás és megtermékenyítés az év bármely szakában történhet, de kölykök csak tavasszal születnek, feltehetően a petesejtek késleltetett méhfalba ágyazódásának köszönhetően. 

## Természetvédelmi helyzete
Bár nagy területen élő és meglehetősen gyakori faj, az utóbbi 25 évben a mezőgazdasági és városi területek terjedésével populációinak mérete 7%-kal lecsökkent. Vadászható faj, de a 70-es évek évi 7000 elejtett példánya a 80-as évekre 2000-re csökkent. A betelepített mosómedvék is a borzokkal versengenek a táplálékért. Sok borzot az autók gázolnak el; átkelésük megkönnyítésére helyenként alagutakat helyeznek el az utak alatt. A felmérések szerint Tokió külvárosaiban négy borz élhet négyzetkilométerenként. 